# يان إرنست
يان إرنست (بالإنجليزية: Ian Ernest)‏ هو قسيس موريشيوسي، ولد في 30 أغسطس 1954.